# Olympische Sommerspiele 1936/Moderner Fünfkampf
Bei den XI. Olympischen Sommerspielen 1936 in Berlin fand ein Wettbewerb im Modernen Fünfkampf statt.
Es nahmen 42 Teilnehmer aus 16 Ländern teil, von denen es 39 in die Wertung schafften. Olympiasieger wurde der Deutsche Gotthard Handrick. Silber gewann Charles Leonard aus den Vereinigten Staaten und Bronze ging an den Italiener Silvano Abbà.

## Zeitplan
| Datum     | Sportart                | Wettkampfstätte                    |
| --------- | ----------------------- | ---------------------------------- |
| 2. August | Geländeritt             | Truppenübungsplatz Döberitz        |
| 3. August | Degenfechten            | Haus des Deutschen Sports          |
| 4. August | Pistolenschießen        | Schießplatz Ruhleben               |
| 5. August | 300 m Freistilschwimmen | Olympia-Schwimmstadion             |
| 6. August | 4000 m Crosslauf        | Golf- und Land-Club Berlin-Wannsee |

## Teilnehmende Nationen
| - Belgien (3) - Brasilien (3) - Deutsches Reich (3) - Finnland (3) | - Frankreich (3) - Griechenland (1) - Großbritannien (3) - Königreich Italien (3) | - Mexiko (2) - Niederlande (3) - Österreich (2) - Peru (1) | - Schweden (3) - Schweiz (3) - Ungarn (3) - Vereinigte Staaten (3) |

## Ergebnisse
Die Punkte wurden entsprechend der Platzierung vergeben, das heißt, der Erste erhielt einen Punkt, der Zweite zwei Punkte usw.

### Reiten
Der Geländeritt wurde auf dem Truppenübungsplatz Döberitz ausgetragen.
| Rang | Nation | Athlet                             | Zeit        | Strafpunkte |
| ---- | ------ | ---------------------------------- | ----------- | ----------- |
| 1    | ITA    | Silvano Abbà                       | 9:02,5 min  | 0           |
| 2    | GER    | Gotthard Handrick                  | 9:09,6 min  | 0           |
| 2    | BEL    | Raoul Mollet                       | 9:09,6 min  | 0           |
| 4    | HUN    | Nándor Orbán                       | 9:10,3 min  | 0           |
| 5    | BEL    | Édouard Écuyer de le Court         | 9:13,0 min  | 0           |
| 6    | MEX    | Luis Casíllas                      | 9:16,0 min  | 0           |
| 7    | SUI    | Hans Baumann                       | 9:24,4 min  | 0           |
| 8    | SWE    | Sven Thofelt                       | 9:27,9 min  | 0           |
| 8    | USA    | Alfred Starbird                    | 9:27,9 min  | 0           |
| 10   | SWE    | Ebbe Gyllenstierna                 | 9:31,7 min  | 0           |
| 11   | FIN    | Lauri Kettunen                     | 9:34,0 min  | 0           |
| 12   | HOL    | Alexander van Geen                 | 9:34,8 min  | 0           |
| 13   | SUI    | Willy Grundbacher                  | 9:37,0 min  | 0           |
| 14   | SUI    | Karl Wyss                          | 9:37,6 min  | 0           |
| 15   | USA    | Charles Leonard                    | 9:47,0 min  | 0           |
| 16   | FIN    | Ukko Hietala                       | 9:48,3 min  | 0           |
| 17   | GBR    | Jeffrey MacDougall                 | 9:52,4 min  | 0           |
| 18   | MEX    | Heriberto Anguiano                 | 9:52,7 min  | 0           |
| 19   | HOL    | Johannes van der Horst             | 10:05,3 min | 0           |
| 20   | GRE    | Alexandros Baltatzis-Mavrokorlatis | 10:09,7 min | 0           |
| 21   | HOL    | Josephus Serré                     | 10:14,6 min | 0           |
| 22   | USA    | Frederick Weber                    | 10:19,2 min | 0           |
| 23   | GER    | Herbert Bramfeldt                  | 10:21,8 min | 0           |
| 24   | BEL    | Jan Scheere                        | 10:25,6 min | 0           |
| 25   | FIN    | Aaro Kiviperä                      | 10:46,2 min | 0           |
| 26   | BRA    | Guilherme Catramby Filho           | 11:07,8 min | 1,0         |
| 27   | HUN    | Rezső Bartha                       | 9:33,9 min  | 3,0         |
| 28   | FRA    | Béchir Bouazzat                    | 9:56,0 min  | 3,0         |
| 29   | GBR    | Percy Legard                       | 10:13,9 min | 3,0         |
| 30   | GBR    | Archibald Jack                     | 10:14,9 min | 3,0         |
| 31   | GER    | Hermann Lemp                       | 9:12,3 min  | 6,0         |
| 32   | ITA    | Franco Orgera                      | 10:02,9 min | 6,0         |
| 33   | SWE    | Georg von Boisman                  | 9:51,7 min  | 9,0         |
| 34   | AUT    | Alfred Guth                        | 11:37,4 min | 15,5        |
| 35   | BRA    | Rui Pinto Duarte                   | 10:57,5 min | 18,0        |
| 36   | HUN    | Lajos Sipeki-Balás                 | 11:51,6 min | 28,5        |
| 37   | AUT    | Karl Leban                         | 11:57,0 min | 55,5        |
| 38   | FRA    | Paul Lavanga                       | 13:35,4 min | 77,5        |
| 39   | ITA    | Ugo Ceccarelli                     | 11:34,3 min | 82,0        |
| 40   | FRA    | André Chrétien                     | 15:46,4 min | 155,0       |
| 41   | BRA    | Anísio da Rocha                    | DNF         | -           |
| 41   | PER    | José Escribens                     | DNF         | -           |

### Fechten
Die Athleten traten im Degenfechten in einem Format Jeder gegen jeden an. Jeder Kampf war auf eine Minute angesetzt, wer den ersten Treffer setzte gewann. Gefochten wurde im Haus des Deutschen Sports.
| Rang | Nation | Athlet                             | S-U-N    | Punkte |
| ---- | ------ | ---------------------------------- | -------- | ------ |
| 1    | USA    | Frederick Weber                    | 26-3-11  | 27,5   |
| 1    | BEL    | Édouard Écuyer de le Court         | 23-9-8   | 27,5   |
| 1    | GER    | Hermann Lemp                       | 25-5-10  | 27,5   |
| 4    | GER    | Gotthard Handrick                  | 25-4-11  | 27,0   |
| 5    | BEL    | Jan Scheere                        | 22-7-11  | 25,5   |
| 5    | SWE    | Sven Thofelt                       | 23-5-12  | 25,5   |
| 7    | FRA    | André Chrétien                     | 22-5-13  | 24,5   |
| 8    | USA    | Alfred Starbird                    | 20-7-13  | 23,5   |
| 8    | ITA    | Franco Orgera                      | 22-3-15  | 23,5   |
| 10   | USA    | Charles Leonard                    | 22-2-16  | 23,0   |
| 11   | BEL    | Raoul Mollet                       | 17-11-12 | 22,5   |
| 11   | FRA    | Béchir Bouazzat                    | 18-9-13  | 22,5   |
| 11   | HUN    | Nándor von Orbán                   | 19-7-14  | 22,5   |
| 11   | HUN    | Rezső Bartha                       | 21-3-16  | 22,5   |
| 15   | ITA    | Silvano Abbà                       | 17-9-14  | 21,5   |
| 15   | SWE    | Georg von Boisman                  | 20-3-17  | 21,5   |
| 17   | SUI    | Karl Wyss                          | 16-10-14 | 21,0   |
| 17   | MEX    | Luis Casíllas                      | 19-4-17  | 21,0   |
| 19   | FIN    | Lauri Kettunen                     | 18-5-17  | 20,5   |
| 20   | ITA    | Ugo Ceccarelli                     | 17-6-17  | 20,0   |
| 20   | HOL    | Alexander van Geen                 | 17-6-17  | 20,0   |
| 22   | SWE    | Ebbe Gyllenstierna                 | 17-5-18  | 19,5   |
| 22   | HUN    | Lajos Sipeki-Balás                 | 17-5-18  | 19,5   |
| 24   | FRA    | Paul Lavanga                       | 17-5-19  | 19,0   |
| 24   | HOL    | Johannes van der Horst             | 18-2-20  | 19,0   |
| 26   | GRE    | Alexandros Baltatzis-Mavrokorlatis | 14-9-17  | 18,5   |
| 26   | GBR    | Jeffrey MacDougall                 | 15-7-18  | 18,5   |
| 26   | BRA    | Anísio da Rocha                    | 17-3-20  | 18,5   |
| 29   | MEX    | Heriberto Anguiano                 | 15-6-19  | 18,0   |
| 29   | GBR    | Percy Legard                       | 16-4-20  | 18,0   |
| 31   | FIN    | Ukko Hietala                       | 13-9-18  | 17,5   |
| 31   | BRA    | Guilherme Catramby Filho           | 14-7-19  | 17,5   |
| 33   | GER    | Herbert Bramfeldt                  | 12-9-19  | 16,5   |
| 34   | AUT    | Alfred Guth                        | 11-10-19 | 16,0   |
| 34   | HOL    | Josephus Serré                     | 12-8-20  | 16,0   |
| 36   | BRA    | Rui Pinto Duarte                   | 14-3-23  | 15,5   |
| 37   | SUI    | Hans Baumann                       | 13-2-25  | 14,0   |
| 38   | SUI    | Willy Grundbacher                  | 10-6-24  | 13,0   |
| 39   | AUT    | Karl Leban                         | 8-9-23   | 12,5   |
| 40   | GBR    | Archibald Jack                     | 7-7-26   | 10,5   |
| 41   | FIN    | Aaro Kiviperä                      | 7-4-29   | 9,0    |

### Schießen
Jeder Athlet schoss am Schießplatz Ruhleben mit der Schnellfeuerpistole 20 Schuss.
| Rang | Nation | Athlet                             | Treffer | Punkte |
| ---- | ------ | ---------------------------------- | ------- | ------ |
| 1    | USA    | Charles Leonard                    | 20      | 200    |
| 2    | USA    | Frederick Weber                    | 20      | 194    |
| 3    | HUN    | Rezső Bartha                       | 20      | 192    |
| 3    | GER    | Gotthard Handrick                  | 20      | 192    |
| 5    | ITA    | Ugo Ceccarelli                     | 20      | 190    |
| 5    | SWE    | Sven Thofelt                       | 20      | 190    |
| 7    | SUI    | Willy Grundbacher                  | 20      | 189    |
| 7    | FRA    | André Chrétien                     | 20      | 189    |
| 7    | SWE    | Georg von Boisman                  | 20      | 189    |
| 10   | ITA    | Silvano Abbà                       | 20      | 188    |
| 10   | GER    | Hermann Lemp                       | 20      | 188    |
| 10   | FIN    | Lauri Kettunen                     | 20      | 188    |
| 13   | GBR    | Archibald Jack                     | 20      | 187    |
| 13   | HOL    | Johannes van der Horst             | 20      | 187    |
| 13   | HOL    | Alexander van Geen                 | 20      | 187    |
| 16   | FIN    | Aaro Kiviperä                      | 20      | 185    |
| 17   | HUN    | Lajos Sipeki-Balás                 | 20      | 183    |
| 17   | AUT    | Karl Leban                         | 20      | 183    |
| 17   | GER    | Herbert Bramfeldt                  | 20      | 183    |
| 17   | BEL    | Édouard Écuyer de le Court         | 20      | 183    |
| 21   | HUN    | Nándor von Orbán                   | 20      | 182    |
| 22   | GRE    | Alexandros Baltatzis-Mavrokorlatis | 20      | 181    |
| 22   | USA    | Alfred Starbird                    | 20      | 181    |
| 24   | GBR    | Percy Legard                       | 20      | 180    |
| 25   | SUI    | Karl Wyss                          | 20      | 177    |
| 25   | MEX    | Heriberto Anguiano                 | 20      | 177    |
| 27   | ITA    | Franco Orgera                      | 19      | 175    |
| 28   | GBR    | Jeffrey MacDougall                 | 19      | 173    |
| 29   | FRA    | Béchir Bouazzat                    | 19      | 171    |
| 30   | HOL    | Josephus Serré                     | 19      | 169    |
| 30   | BEL    | Jan Scheere                        | 19      | 169    |
| 32   | BEL    | Raoul Mollet                       | 19      | 168    |
| 33   | BRA    | Rui Pinto Duarte                   | 19      | 167    |
| 34   | FIN    | Ukko Hietala                       | 19      | 165    |
| 35   | MEX    | Luis Casíllas                      | 19      | 162    |
| 36   | FRA    | Paul Lavanga                       | 18      | 164    |
| 37   | SUI    | Hans Baumann                       | 18      | 157    |
| 37   | BRA    | Guilherme Catramby Filho           | 18      | 157    |
| 39   | SWE    | Ebbe Gyllenstierna                 | 18      | 153    |
| 40   | BRA    | Anísio da Rocha                    | 17      | 146    |
| 41   | AUT    | Alfred Guth                        | 17      | 134    |

### Schwimmen
Geschwommen wurde über 300 m Freistil im Olympia-Schwimmstadion.
| Rang | Nation | Athlet                     | Zeit       |
| ---- | ------ | -------------------------- | ---------- |
| 1    | GER    | Hermann Lemp               | 4:15,2 min |
| 2    | HUN    | Nándor von Orbán           | 4:23,4 min |
| 3    | SWE    | Sven Thofelt               | 4:34,9 min |
| 4    | GER    | Herbert Bramfeldt          | 4:36,0 min |
| 5    | AUT    | Alfred Guth                | 4:39,2 min |
| 6    | USA    | Charles Leonard            | 4:40,9 min |
| 7    | SWE    | Ebbe Gyllenstierna         | 4:51,2 min |
| 8    | FIN    | Aaro Kiviperä              | 4:51,5 min |
| 9    | GER    | Gotthard Handrick          | 4:51,9 min |
| 10   | HUN    | Lajos Sipeki-Balás         | 4:59,0 min |
| 11   | GBR    | Archibald Jack             | 5:00,8 min |
| 12   | HUN    | Rezső Bartha               | 5:04,3 min |
| 13   | GBR    | Jeffrey MacDougall         | 5:07,3 min |
| 14   | ITA    | Silvano Abbà               | 5:13,8 min |
| 15   | ITA    | Franco Orgera              | 5:15,4 min |
| 16   | SWE    | Georg von Boisman          | 5:19,0 min |
| 17   | ITA    | Ugo Ceccarelli             | 5:20,2 min |
| 18   | GBR    | Percy Legard               | 5:20,9 min |
| 19   | FRA    | Béchir Bouazzat            | 5:23,3 min |
| 20   | USA    | Alfred Starbird            | 5:28,5 min |
| 21   | HOL    | Josephus Serré             | 5:29,5 min |
| 22   | AUT    | Karl Leban                 | 5:30,2 min |
| 23   | BRA    | Rui Pinto Duarte           | 5:30,3 min |
| 24   | SUI    | Karl Wyss                  | 5:31,5 min |
| 25   | HOL    | Johannes van der Horst     | 5:32,8 min |
| 26   | HOL    | Alexander van Geen         | 5:40,5 min |
| 27   | FIN    | Ukko Hietala               | 5:40,7 min |
| 28   | BRA    | Guilherme Catramby Filho   | 5:40,9 min |
| 29   | BEL    | Édouard Écuyer de le Court | 5:41,8 min |
| 30   | FRA    | André Chrétien             | 5:43,1 min |
| 31   | SUI    | Willy Grundbacher          | 5:52,2 min |
| 32   | MEX    | Heriberto Anguiano         | 5:53,0 min |
| 33   | FIN    | Lauri Kettunen             | 6:01,6 min |
| 34   | USA    | Frederick Weber            | 6:04,1 min |
| 35   | FRA    | Paul Lavanga               | 6:05,0 min |
| 36   | BEL    | Jan Scheere                | 6:36,2 min |
| 37   | MEX    | Luis Casíllas              | 6:58,6 min |
| 38   | BEL    | Raoul Mollet               | 7:22,2 min |
| 39   | BRA    | Anísio da Rocha            | 7:22,5 min |
|      | SUI    | Hans Baumann               | DNF        |

### Crosslauf
Auf dem Gelände des Golf- und Land-Club Berlin-Wannsee wurde ein Crosslauf über 4000 Meter absolviert.
| Rang | Nation | Athlet                     | Zeit (min)  |
| ---- | ------ | -------------------------- | ----------- |
| 1    | AUT    | Karl Leban                 | 13:17,4 min |
| 2    | FIN    | Ukko Hietala               | 13:25,3 min |
| 3    | SUI    | Karl Wyss                  | 13:47,7 min |
| 4    | GBR    | Percy Legard               | 13:51,1 min |
| 5    | ITA    | Silvano Abbà               | 14:11,2 min |
| 6    | GBR    | Jeffrey MacDougall         | 14:15,3 min |
| 7    | USA    | Charles Leonard            | 14:15,8 min |
| 7    | USA    | Alfred Starbird            | 14:15,8 min |
| 9    | SWE    | Georg von Boisman          | 14:18,2 min |
| 10   | GER    | Herbert Bramfeldt          | 14:25,0 min |
| 11   | HOL    | Josephus Serré             | 14:30,6 min |
| 12   | ITA    | Ugo Ceccarelli             | 14:36,2 min |
| 13   | MEX    | Heriberto Anguiano         | 14:40,4 min |
| 14   | GER    | Gotthard Handrick          | 14:41,7 min |
| 15   | SWE    | Ebbe Gyllenstierna         | 14:42,4 min |
| 16   | HUN    | Nándor von Orbán           | 14:46,1 min |
| 17   | FIN    | Lauri Kettunen             | 14:46,3 min |
| 18   | FIN    | Aaro Kiviperä              | 14:47,1 min |
| 19   | AUT    | Alfred Guth                | 14:51,1 min |
| 20   | USA    | Frederick Weber            | 14:56,2 min |
| 21   | GER    | Hermann Lemp               | 15:01,7 min |
| 22   | HUN    | Rezső Bartha               | 15:09,4 min |
| 23   | HUN    | Lajos Sipeki-Balás         | 15:11,5 min |
| 24   | SWE    | Sven Thofelt               | 15:16,2 min |
| 25   | GBR    | Archibald Jack             | 15:20,7 min |
| 26   | FRA    | André Chrétien             | 15:20,9 min |
| 27   | ITA    | Franco Orgera              | 15:27,8 min |
| 28   | HOL    | Alexander van Geen         | 15:34,1 min |
| 29   | FRA    | Béchir Bouazzat            | 15:36,6 min |
| 30   | BRA    | Anísio da Rocha            | 15:40,7 min |
| 31   | BEL    | Raoul Mollet               | 15:45,5 min |
| 32   | SUI    | Willy Grundbacher          | 15:46,5 min |
| 33   | BRA    | Rui Pinto Duarte           | 15:52,0 min |
| 34   | FRA    | Paul Lavanga               | 16:01,2 min |
| 35   | HOL    | Johannes van der Horst     | 16:08,4 min |
| 36   | BRA    | Guilherme Catramby Filho   | 16:51,7 min |
| 37   | BEL    | Édouard Écuyer de le Court | 17:23,6 min |
| 38   | BEL    | Jan Scheere                | 18:13,1 min |
| 39   | MEX    | Luis Casíllas              | 19:20,9 min |

### Endstand
| Platz | Land | Athlet                             | Punkte |
| ----- | ---- | ---------------------------------- | ------ |
| 1     | GER  | Gotthard Handrick                  | 031,5  |
| 2     | USA  | Charles Leonard                    | 039,5  |
| 3     | ITA  | Silvano Abbà                       | 045,5  |
| 4     | SWE  | Sven Thofelt                       | 047,0  |
| 5     | HUN  | Nándor von Orbán                   | 055,5  |
| 6     | GER  | Hermann Lemp                       | 067,5  |
| 7     | USA  | Alfred Starbird                    | 067,5  |
| 8     | HUN  | Rezső Bartha                       | 076,5  |
| 9     | USA  | Frederick Weber                    | 079,0  |
| 10    | SWE  | Georg von Boisman                  | 082,5  |
| 11    | SUI  | Karl Wyss                          | 083,5  |
| 12    | GER  | Herbert Bramfeldt                  | 089,0  |
| 13    | GBR  | Jeffrey MacDougall                 | 91,0   |
| 14    | FIN  | Lauri Kettunen                     | 92,0   |
| 15    | ITA  | Ugo Ceccarelli                     | 93,5   |
| 15    | SWE  | Ebbe Gyllenstierna                 | 93,5   |
| 17    | BEL  | Édouard Écuyer de le Court         | 94,5   |
| 18    | HOL  | Alexander van Geen                 | 101,5  |
| 19    | GBR  | Percy Legard                       | 104,5  |
| 20    | FIN  | Aaro Kiviperä                      | 108,0  |
| 21    | HUN  | Lajos Sipeki-Balás                 | 108,5  |
| 22    | ITA  | Franco Orgera                      | 109,5  |
| 23    | FIN  | Ukko Hietala                       | 110,5  |
| 24    | FRA  | André Chrétien                     | 111,0  |
| 25    | BEL  | Raoul Mollet                       | 116,0  |
| 26    | AUT  | Karl Leban                         | 117,0  |
| 27    | HOL  | Josephus Serré                     | 117,5  |
| 27    | FRA  | Béchir Bouazzat                    | 117,5  |
| 27    | HOL  | Johannes van der Horst             | 117,5  |
| 30    | MEX  | Heriberto Anguiano                 | 118,5  |
| 31    | GBR  | Archibald Jack                     | 119,0  |
| 32    | SUI  | Willy Grundbacher                  | 121,0  |
| 33    | AUT  | Alfred Guth                        | 133,5  |
| 34    | BEL  | Jan Scheere                        | 134,5  |
| 34    | MEX  | Luis Casíllas                      | 134,5  |
| 36    | BRA  | Guilherme Catramby Filho           | 159,5  |
| 37    | BRA  | Rui Pinto Duarte                   | 160,0  |
| 38    | FRA  | Paul Lavanga                       | 167,5  |
| 39    | BRA  | Anísio da Rocha                    | 177,5  |
|       | SUI  | Hans Baumann                       | DNF    |
|       | GRE  | Alexandros Baltatzis-Mavrokorlatis | DNF    |
|       | PER  | José Escribens                     | DNF    |